# 畫框

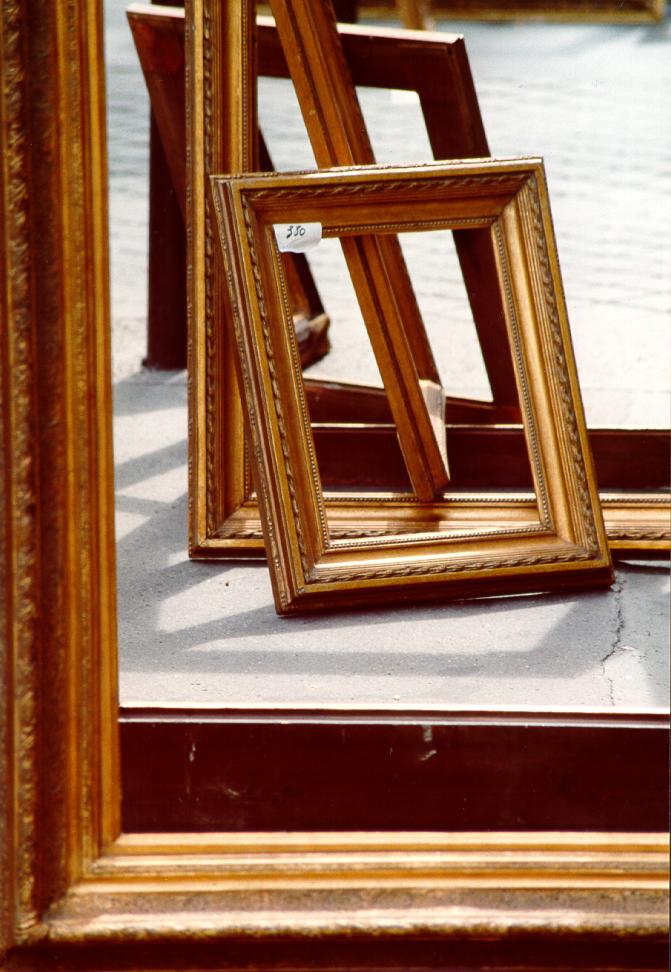
木製畫框

畫框，也叫相框，是用來固定圖畫或照片的裝飾性邊框，目的可能是為了加強效果，便於攜帶或擺放，或是保護圖畫或照片本身。畫框材質可以是木质、塑料、金属及玻璃等。
繪畫藝術品常會有附有支架的畫框，若有畫框的藝術品在良好條件下保存，可以保存相當長的時間。胡安·米羅曾為了一個跳蚤市場的畫框特別進行創作，許多畫家及攝影師用帆布包裝其作品，因為其創作延伸到畫的邊邊，若加了畫框，其創作空間就變小了。因為新購買的畫框可以會很貴，也有些人會將其他圖畫或照片的畫框拆下，當作其他圖畫的畫框。